# Перадзе Михайло Антонович
Михайло Антонович Перадзе (1913, село Зеда Сакара, тепер Зестафонський муніципалітет, Грузія — ?) — грузинський радянський діяч, плавильник Зестафонського феросплавного заводу Грузинської РСР. Депутат Верховної Ради СРСР 5-го скликання.

## Життєпис
Народився в селянській родині. У 1925 році закінчив сільську початкову школу.
З 1931 року працював робітником на будівництві Зестафонського феросплавного заводу.
З 1938 року — робітник-плавильник цеху № 1 Зестафонського феросплавного заводу Грузинської РСР, передовик виробництва.
Подальша доля невідома.

## Нагороди і звання
- орден Трудового Червоного Прапора
- медаль «За доблесну працю у Великій Вітчизняній війні 1941—1945 рр.» (1945)
- медалі